# Sarcoglottis tirolensis
Sarcoglottis tirolensis är en orkidéart som beskrevs av Burns-bal. och Merc.S.Foster. Sarcoglottis tirolensis ingår i släktet Sarcoglottis och familjen orkidéer.
Artens utbredningsområde är Paraguay. Inga underarter finns listade i Catalogue of Life.